# Ramulus flavofasciatus
Ramulus flavofasciatus är en insektsart som först beskrevs av Chen, S.C. och Yun He He 1993.  Ramulus flavofasciatus ingår i släktet Ramulus och familjen Phasmatidae. Inga underarter finns listade i Catalogue of Life.